# گریهوند لهستانی
گریهوند لهستانی (به انگلیسی: Polish Greyhound)، نام یکی از نژادهای سگ است که خاستگاه آن به لهستان بازمی‌گردد.